# Dellachà

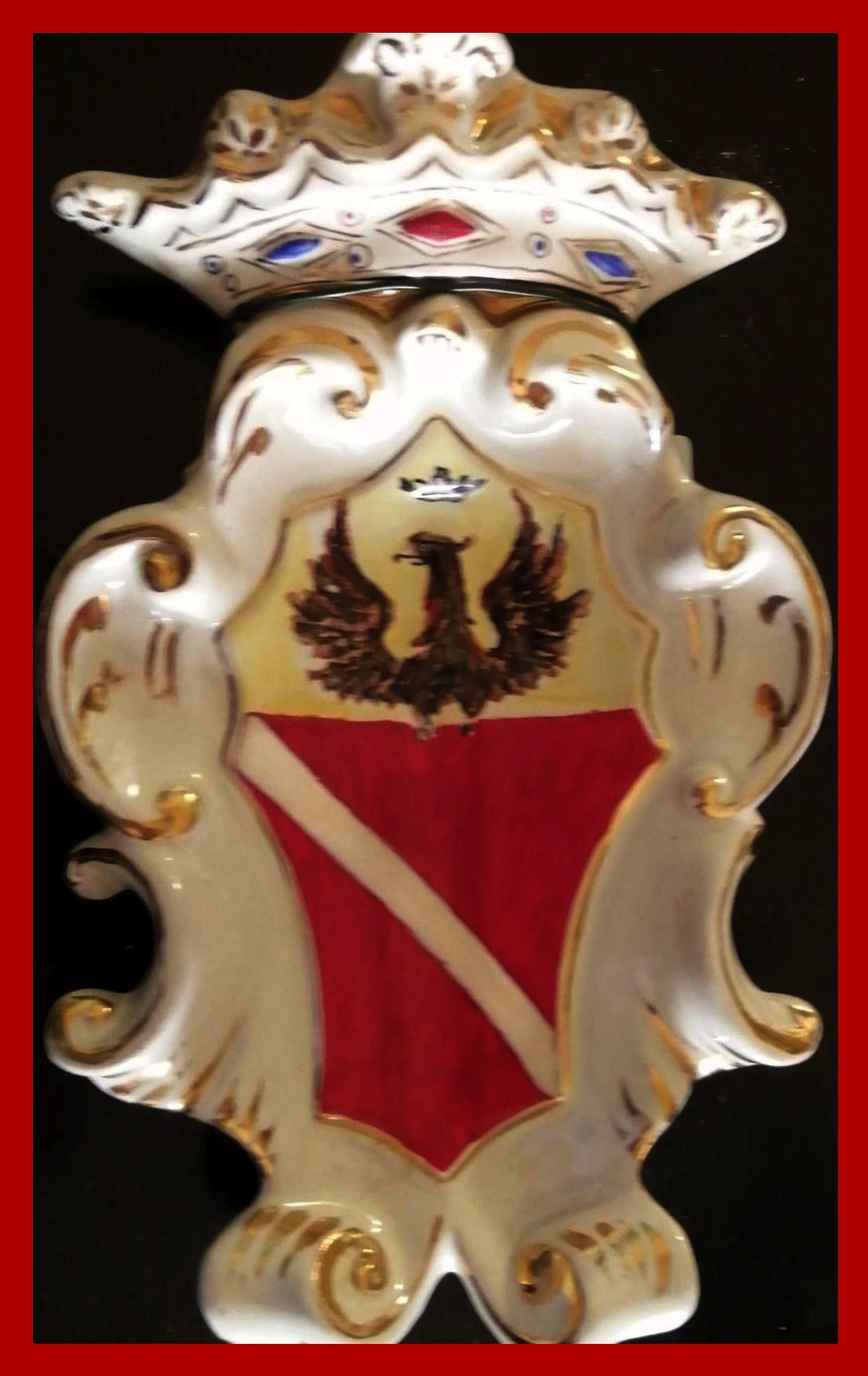

I Dellachà sono una famiglia originaria di Novi Ligure capoluogo dell'Oltregiogo nella Repubblica Ligure, ramo della famiglia de la Cavana, antichi Signori di Castel Cavana, Vassalli nel sec. XII del Marchese di Monferrato, Marchesato del  SRI.
La forma breve del cognome, de la Ca', da cui Dellaca’, Dellachà (la lettera H indicava la pronuncia dura della C come in charta) e della Chà, fu utilizzata alternativamente a quella estesa fin dal Sec. XV  e si consolidò nel ramo discendente in linea retta mascolina da Luciano de la Ca’ di Odoardo che nel 1448 fu sindaco con ampia balia delle famiglie del Nobile Albergo de la Cavana di Novi.
La famiglia ha sempre goduto oltre che del predicato di Novi, anche del titolo di Signore con Giurisdizione (equivalente locale di Barone) di Castel Gadio, e dell'appellativo di Magnifico (a Genova assimilabile a Marchese). L'Investitura di Castel Gadio  effettuata da Sartorio dei Marchesi del Bosco (SRI) nel 1227, anno in cui l'acquisizione del feudo iniziata nel 1210 con priviliegi imperiali fu completata, fu attribuita con omnimoda jurisdictione, seguì alla distruzione bellica di Castel Cavana (verosimilmente a compensazione), e fu riconosciuta con gli altri privilegi nel 1480 dal Ducato di Milano (parimenti parte del Sacro Romano Impero). Nel feudo per convenzione si succedeva per quote indivise e alcuni Jussi, quote cioè di Gadio, pervennero ancora nel 1551 in dote alla figlia di un nipote del detto Luciano. 
A Genova per la Convenzione del 1447 la nobiltà di Novi era riconosciuta, la famiglia ebbe abitacolo a Novi ed  a Genova  e qui Giulio di Domenico,   fu ascritto al Liber Nobilitatis e aggregato all'Albergo De Franchi con il figlio Antonio poi indicato a Novi come de Franchis de la Cavana o de la Ca', questi a Genova fondò nella chiesa di S.Caterina da Genova all’Acquasola, la cappella di N. S. della Misericordia (ora e dal 1893 cappella dell’Addolorata), con annesso sepolcro gentilizio ornato da stemma ancora visibile.  I sudetti Antonio e Giulio continuavano peraltro ad operare anche a Novi   presenti anche nelle magistrature  con  Battistino  fratello di Giulio ed il loro padre, Domenico di Luciano, pur essi insigniti del titolo di Magnificus,  Sindaci - Padri del Comune, ascendenti del ramo consolidato in Dellachà.

## Nota sul titolo di Magnifico
L'illustre storico Cesare Cattaneo Mallone di Novi richiama la norma vigente nella Repubblica Ligure (Delibera dei Serenissimi Collegì 16 Nov. 1581) secondo cui 'i nobili cittadini nanti al Senato e Magistrati si nominano con il titolo di Magnifico'  (qui titulus non possit variari, minui, augeri – ms/ 365 Archivio di Stato di Genova, Archivio Segreto busta nobilitatis n. 2859...), e rileva che tale titolo di Magnifico si riscontra sempre a favore di tutti i nobili cittadini fino al 1797. Posto che  esiste una tradizione secondo cui l'imperatore Carlo V rivolto ad una riunione di nobili genovesi abbia proclamato: “Vos omnes marchiones appello”, consta comunque che in prosieguo i Governi Sabaudi ammisero per qualche tempo per la nobiltà genovese la sostituzione generalizzata del titolo di Magnifico con quello di Marchese anche se  con Regio Decreto del 1889 la Consulta Araldica fu poi autorizzata a proporre il riconoscimento del detto titolo di Marchese solo ai primogeniti degli ascritti alla nobiltà genovese come se si trattasse di un titolo feudale sabaudo. Tuttavia si trattò di un equivoco, nota Cesare Cattaneo Mallone, il titolo di  Magnifico/Marchese genovese infatti era civico, non feudale, e quindi senza diritto di primogenitura,  riconosciuto a tutti i fratelli figli del medesimo padre. D'altronde, nelle corti straniere venivano sempre chiamati Marchesi tutti i discendenti dei patrizi genovesi  ascritti al Liber Nobilitatis  (la consulta Araldica del Regno d'Italia - Commissione Ligure, peraltro, considerava ascritti anche quanti non lo erano ma avrebbero avuto diritto di esserlo n.d.r. ), ed il loro diritto all'uso di una corona araldica molto simile a quella marchionale  (anzi leggermente arricchita rispetto a questa) non fu mai contestato. 

## Nota sulla signoria con giurisdizione equivalente a baronia
Come riferimento di base si può consultare la voce barone del dizionario araldico di Piero Guelfi Camaiani, Hoepli, 1940, ristampa Cisalpino Goliardica, 1987, pag 75 : “ Molti furono i significati di questa voce secondo i tempi ed i luoghi. A noi valga sapere che equivaleva a signore con giurisdizione.....La Consulta Araldica del Regno d'Italia cominciò ad autorizzare la concessione del titolo di Barone ai primogeniti di coloro che avevano avuto effettiva e completa giurisdizione feudale per 200 anni (massimario nobiltà napoletana)..”.
Per  approfondire si può ricorrere a C. Arnone, in Rivista Araldica del Collegio Araldico, Roma, 20 aprile 1938, che cita Pauermaister : “Ritengo che i baroni non siano di vario genere, ed in qualunque modo siano chiamati..siano uguali per  nobiltà” e cita le denominazioni ricorrenti in uso nel SRI : Semper Freien, Frei Herren, Edle Herren ...in cui si attribuiscono diverse specificazioni (Sempre Liberi, Liberi, Nobili..) al vocabolo Herren : "Signori" .  Egli cita poi l'Enciclopedia Britannica, 1910, Vol 3°, in cui si  dice che il termine Barones è di uso tardo, non anteriore al XVII secolo, mentre nei documenti latini del Medio Evo era utilizzato per il medesimo rango il termine Liberi Domini : "Liberi Signori" .